# Liste der Kulturdenkmale in Mucheln
In der Liste der Kulturdenkmale in Mucheln sind alle Kulturdenkmale der schleswig-holsteinischen Gemeinde Mucheln (Kreis Plön) aufgelistet (Stand: 10. März 2025).

## Legende
In den Spalten befinden sich folgende Informationen:
- Objekt-ID: die Nummer des Kulturdenkmales
- Lage: die Adresse des Kulturdenkmales und die geographischen Koordinaten. Kartenansicht, um Koordinaten zu setzen. In der Kartenansicht sind Kulturdenkmale ohne Koordinaten mit einem roten Marker dargestellt und können in der Karte gesetzt werden. Kulturdenkmale ohne Bild sind mit einem blauen Marker gekennzeichnet, Kulturdenkmale mit Bild mit einem grünen Marker.
- Offizielle Bezeichnung: Bezeichnung des Kulturdenkmales
- Beschreibung: die Beschreibung des Kulturdenkmales
- Bild: ein Bild des Kulturdenkmales

## Bauliche Anlagen
| Objekt-ID     | Lage                                             | Offizielle Bezeichnung | Beschreibung | Bild |
| ------------- | ------------------------------------------------ | ---------------------- | --- | ---- |
| 5306          | Alter Schulweg 23 (54° 13′ 49″ N, 10° 27′ 13″ O) | ehem. Schule           | ehem. Schule; 1. Hälfte 19. Jh., 1936; eingeschossiger, traufständiger Backsteinbau auf Granitsockel mit westlicher Erweiterung im Heimatschutzstil unter reetgedecktem Satteldach, mit Einfriedung - Begründung: geschichtlich, städtebaulich, Kulturlandschaft prägend - Schutzumfang: ehem. Schule, Einfriedung - Denkmaltyp: Bauliche Anlage             | BW   |
| 5302 Wikidata | Winterfeld (54° 15′ 21″ N, 10° 26′ 59″ O)        | Forsthaus              | Forsthaus; 1759; Forsthaus zu Gut Rixdorf, eingeschossiger, giebelständiger Backsteinfachwerkbau mit reetgedecktem Halbwalmdach, westliche Längsseite über der Eingangstür mit Frontspieß und Dachluke, mit kleinem Fachwerkspeicher - Begründung: geschichtlich, Kulturlandschaft prägend - Schutzumfang: Forsthaus, Speicher - Denkmaltyp: Bauliche Anlage | BW   |

## Quelle
- Liste der Kulturdenkmale in Schleswig-Holstein – Kreis Plön (PDF)

- Karte mit allen Koordinaten:
- OSM |
- WikiMap